# Leandro Bacuna
Leandro Jones Johan Bacuna (* 21. August 1991 in Groningen, Niederlande) ist ein niederländischer Fußballspieler.

## Karriere
Bacuna kam als Zwölfjähriger in die Jugend des Ehrendivisionärs FC Groningen, spielte im Mittelfeld oder als Stürmer. Als A-Jugendlicher debütierte er am 28. Oktober 2009 in der Profimannschaft von Trainer Ron Jans. Im Pokalspiel rutschte er in Arnhem gegen Vitesse für Danny Holla in die Mannschaft und bereitete bereits nach drei Minuten durch einen Doppelpass mit Koen van de Laak den Führungstreffer vor; wenig später erzielte er auf Vorlage von Thomas Enevoldsen mit dem 2:0 beim 5:1-Sieg des FCG auch gleich sein erstes Tor im Seniorenbereich. Zwei Tage später folgte sein Ligadebüt, als er bei der 0:2-Niederlage gegen PSV eine Viertelstunde vor Schluss für van de Laak eingewechselt wurde.
Zumeist als Einwechselspieler konnte er im Verlauf der Saison weitere 19 Einsätze, vorrangig zentral im Mittelfeld der Groninger, verbuchen. In der Saison 2010/11 entwickelte er seine Position unter Trainer Pieter Huistra weiter und nutzte seine Chance vor allem zu Ende der Saison, nachdem sich einige Stammspieler verletzt hatten. Er kam letztlich in 24 Ligaspielen zum Einsatz. Zum Beginn der Saison 2011/12 rutschte er zu Ungunsten von Thomas Enevoldsen auf die rechte offensive Mittelfeldposition und machte mit drei Toren in den ersten drei Ligaspielen auf sich aufmerksam. Nach 109 Ligaspielen mit 14 Treffern für Groningen wechselte Bacuna zur Saison 2013/14 zu Aston Villa.
Bacuna wechselte im Jahr 2017 zum FC Reading und unterschrieb einen Vierjahresvertrag. Sein erstes Tor für Reading erzielte er am 22. August 2017 im EFL-Cup-Spiel gegen FC Millwall.
2019 verpflichtete der walisische Verein Cardiff City Bacuna. Bei den "Bluebirds" unterschrieb er einen viereinhalbjährigen Vertrag.
Im Dezember 2022 wiederum wechselte er ablösefrei zu FC Watford in die EFL Championship.
Zur Saison 2023/24 kehrte er zu seinem ehemaligen Verein FC Groningen in die Eredivisie zurück.
Im Sommer 2025 wechselte Bacuna in die zweite türkische Liga zu Bandırmaspor.

## Privates
Die Fußballspieler Johnson und Juninho Bacuna sind seine Brüder.